# Paul Johan Könsberg
Paul Johan Könsberg, född 1 februari 1797 i Flistads församling, Östergötlands län, död 27 mars 1865 i Kullerstads församling, Östergötlands län, var en svensk präst.

## Biografi
Könsberg föddes 1797 i Flistads församling. Han var son till kyrkoherden Johan Magnus Könsberg  och Inga Christina Palmær i Rystads församling. Könsberg blev vårterminen 1817 student vid Uppsala universitet och prästvigdes 24 november 1822 till huspredikant på Svärtinge, Östra Eneby församling. Han blev predikant vid korrektionsrättningen i Norrköping 18 mars 1824, tillträde samma år och var samtidigt från 1828 brunnspredikant på Himmelstalund. Könsberg blev 26 november 1834 komminister i Appuna församling, tillträde 1835 och avlade pastoralexamen 12 augusti samma år. Den 4 juni 1849 blev han kyrkoherde i Kullerstads församling, tillträde 1851 och blev 1 september 1858 prost. Könsberg avled 1865 i Kullerstads församling.

### Familj
Könsberg gifte sig 16 augusti 1836 med Christina Charlotta Augusta Elgérus (1813–1861). Hon var dotter till rådmannen Daniel Gustaf Elgérus och Elisabeth Carolina Cnattingius i Norrköping. De fick tillsammans barnen Laura Könsberg (1837–1885), sjömannen Gustaf Magnus Könsberg (1839–1854), Lars August Könsberg (1840–1843), gårdsägaren Carl Robert Könsberg (född 1843) i Lakeview i Chicago, Johan Julius Könsberg (1845–1849), handelsresande Conrad Ludvig Könsberg (född 1852) i Örebro och Sigrid Augusta Könsberg (1859–1868).